# 1986–1987-es UEFA-kupa
Az 1986–1987-es UEFA-kupa a verseny 16. szezonja. A kupát a svéd IFK Göteborg nyerte, a csapat a skót Dundee United-et győzte le 2–1-es összesítéssel a kétmérkőzéses döntőben.

## Első kör
| 1. csapat                | Össz.    | 2. csapat                  | 1. mérk. | 2. mérk. |
| ------------------------ | -------- | -------------------------- | -------- | -------- |
| Sparta Praha             | 2–3      | Vitória SC                 | 1–1      | 1–2      |
| ACF Fiorentina           | 1–1 (bp) | Boavista FC                | 1–0      | 0–1      |
| Athletic Club            | 2–1      | 1. FC Magdeburg            | 2–0      | 0–1      |
| Atlético Madrid          | 3–2      | Werder Bremen              | 2–0      | 1–2 (hu) |
| Borussia Mönchengladbach | 4–1      | FK Partizan                | 1–0      | 3–1      |
| Coleraine FC             | 1–2      | Stahl Brandenburg          | 1–1      | 0–1      |
| FK Dinama Minszk         | 3–4      | Rába ETO                   | 2–4      | 1–0      |
| FC Groningen             | 8–2      | Galway United              | 5–1      | 3–1      |
| FC Nantes Atlantique     | 1–5      | Torino Calcio              | 0–4      | 1–1      |
| FK Szpartak Moszkva      | 1–0      | Luzern                     | 0–0      | 1–0      |
| CS Universitatea Craiova | 3–2      | Galatasaray                | 2–0      | 1–2      |
| FC Swarovski Tirol       | 3–2      | Sredec Szófia              | 3–0      | 0–2      |
| Heart of Midlothian FC   | 3–3 (ig) | Dukla Praha                | 3–2      | 0–1      |
| Hibernians FC            | 0–10     | Trakia Plovdiv             | 0–2      | 0–8      |
| FC Internazionale Milano | 3–0      | AEK Athén FC               | 2–0      | 1–0      |
| IA                       | 0–15     | Sporting Clube de Portugal | 0–9      | 0–6      |
| Jeunesse Esch            | 2–3      | KAA Gent                   | 1–2      | 1–1      |
| KSK Beveren              | 1–0      | Vålerenga                  | 1–0      | 0–0      |
| Kalmar FF                | 1–7      | Bayer Leverkusen           | 1–4      | 0–3      |
| Bayer 05 Uerdingen       | 7–0      | FC Carl Zeiss Jena         | 3–0      | 4–0      |
| Flamurtari Vlorë         | 1–1 (ig) | FC Barcelona               | 1–1      | 0–0      |
| LASK Linz                | 1–2      | Widzew Łódź                | 1–1      | 0–1      |
| Legia Warszawa           | 1–0      | Dnyepr Dnyepropetrovszk    | 0–0      | 1–0      |
| SSC Napoli               | 1–1 (bp) | Toulouse FC                | 1–0      | 0–1      |
| Neuchâtel Xamax          | 5–1      | Lyngby Boldklub            | 2–0      | 3–1      |
| NK Rijeka                | 1–2      | Standard Liège             | 0–1      | 1–1      |
| OFI Crete                | 1–4      | Hajduk Split               | 1–0      | 0–4      |
| Pécsi MSC                | 1–2      | Feyenoord Rotterdam        | 1–0      | 0–2      |
| Rangers FC               | 4–2      | Ilves Tampere              | 4–0      | 0–2      |
| RC Lens                  | 1–2      | Dundee United FC           | 1–0      | 0–2      |
| Sparta Praha             | 1–5      | IFK Göteborg               | 1–1      | 0–4      |
| Sportul Studenţesc       | 2–1      | AC Omonia                  | 1–0      | 1–1      |

## Második kör
| 1. csapat                | Össz.    | 2. csapat                  | 1. mérk. | 2. mérk. |
| ------------------------ | -------- | -------------------------- | -------- | -------- |
| Borussia Mönchengladbach | 7–1      | Feyenoord Rotterdam        | 5–1      | 2–0      |
| Dukla Praha              | 1–1 (ig) | Bayer Leverkusen           | 0–0      | 1–1      |
| Dundee United FC         | 3–1      | CS Universitatea Craiova   | 3–0      | 0–1      |
| FC Groningen             | 1–1 (ig) | Neuchâtel Xamax            | 0–0      | 1–1      |
| FC Barcelona             | 2–2 (ig) | Sporting Clube de Portugal | 1–0      | 1–2      |
| FC Swarovski Tirol       | 4–4 (ig) | Standard Liège             | 2–1      | 2–3      |
| Hajduk Split             | 5–3      | Trakia Plovdiv             | 3–1      | 2–2      |
| IFK Göteborg             | 3–1      | Stahl Brandenburg          | 2–0      | 1–1      |
| KSK Beveren              | 4–3      | Athletic Club              | 3–1      | 1–2      |
| Legia Warszawa           | 3–3 (ig) | FC Internazionale Milano   | 3–2      | 0–1      |
| Rangers FC               | 3–1      | Boavista FC                | 2–1      | 1–0      |
| Sportul Studenţesc       | 1–4      | KAA Gent                   | 0–3      | 1–1      |
| Torino Calcio            | 5–1      | Rába ETO                   | 4–0      | 1–1      |
| Toulouse FC              | 4–6      | FK Szpartak Moszkva        | 3–1      | 1–5      |
| Vitória SC               | 2–1      | Atlético Madrid            | 2–0      | 0–1      |
| Widzew Łódź              | 0–2      | Bayer 05 Uerdingen         | 0–0      | 0–2      |

## Harmadik kör
| 1. csapat           | Össz.    | 2. csapat                | 1. mérk. | 2. mérk. |
| ------------------- | -------- | ------------------------ | -------- | -------- |
| Dukla Praha         | 0–1      | FC Internazionale Milano | 0–1      | 0–0      |
| Dundee United FC    | 2–0      | Hajduk Split             | 2–0      | 0–0      |
| FC Groningen        | 1–3      | Vitória SC               | 1–0      | 0–3      |
| FK Szpartak Moszkva | 1–2      | FC Swarovski Tirol       | 1–0      | 0–2      |
| KAA Gent            | 0–5      | IFK Göteborg             | 0–1      | 0–4      |
| Bayer 05 Uerdingen  | 0–4      | FC Barcelona             | 0–2      | 0–2      |
| Rangers FC          | 1–1 (ig) | Borussia Mönchengladbach | 1–1      | 0–0      |
| Torino Calcio       | 3–1      | KSK Beveren              | 2–1      | 1–0      |

## Negyeddöntő
| 1. csapat                | Össz.    | 2. csapat                | 1. mérk. | 2. mérk. |
| ------------------------ | -------- | ------------------------ | -------- | -------- |
| Borussia Mönchengladbach | 5–2      | Vitória SC               | 3–0      | 2–2      |
| Dundee United FC         | 3–1      | FC Barcelona             | 1–0      | 2–1      |
| IFK Göteborg             | 1–1 (ig) | FC Internazionale Milano | 0–0      | 1–1      |
| Torino Calcio            | 1–2      | FC Swarovski Tirol       | 0–0      | 1–2      |

## Elődöntő
| 1. csapat        | Össz. | 2. csapat                | 1. mérk. | 2. mérk. |
| ---------------- | ----- | ------------------------ | -------- | -------- |
| Dundee United FC | 2–0   | Borussia Mönchengladbach | 0–0      | 2–0      |
| IFK Göteborg     | 5–1   | FC Swarovski Tirol       | 4–1      | 1–0      |

## Döntő
| 1. csapat    | Össz. | 2. csapat        | 1. mérk. | 2. mérk. |
| ------------ | ----- | ---------------- | -------- | -------- |
| IFK Göteborg | 2–1   | Dundee United FC | 1–0      | 1–1      |

## Külső hivatkozások
- Hivatalos oldal
- Eredmények az RSSSF.com-on